# Flavio Emoli
Flavio Emoli (né le 23 août 1934 à Turin et mort le 5 octobre 2015 à Gênes) est un footballeur professionnel italien des années 1950 et 1960.

## Biographie

### En club
Issu d'une famille originaire des Marches immigrés à Turin, Emoli rejoint dès son plus jeune âge le centre de formation du club de sa ville natale de la Juventus.
Il joue dans trois clubs : Juventus (avec qui il joue son premier match en juventino le 25 septembre 1955 lors d'un match nul 1-1 contre l'US Triestina en Serie A), SSC Naples et Genoa CFC. Il remporte trois Scudetti, deux Coupes d'Italie avec la Juventus, une Coupe des Alpes en 1966 avec le SSC Naples.

### En sélection
En tant que milieu, Flavio Emoli, surnommé Cuore matto, est international italien une fois pour aucun but. Il participe au match Autriche-Italie, à Vienne, le 23 mars 1958, qui se solde par une défaite italienne (2-3).

## Clubs
- 1953-1954 :  Juventus FC
- 1954-1955 :  → Genoa CFC (prêt)
- 1955-1963 :  Juventus FC
- 1963-1966 :  SSC Naples
- 1967-1968 :  Genoa CFC

## Palmarès
| Juventus - Championnat d'Italie (3) : - Champion : 1957-58, 1959-60 et 1960-61. - Vice-champion : 1946-47, 1953-54 et 1962-63. - Coupe d'Italie (2) : - Vainqueur : 1958-59 et 1959-60. |  | Naples - Serie B : - Vice-champion : 1964-65. - Coupe des Alpes (1) : - Vainqueur : 1966. |